# アデル、ブルーは熱い色
『アデル、ブルーは熱い色』（仏: La vie d'Adele : Chapitres 1 et 2、英: Blue Is the Warmest Colour）は、アブデラティフ・ケシシュ監督・脚本・製作による2013年のフランスの恋愛・ドラマ映画である。
原題は「アデルの人生」の意。

## 概要
ジュリー・マロによる2010年のフランスのグラフィックノベル『ブルーは熱い色』を原作としている。日本語翻訳版は2014年3月、DU BOOKSより発行。
2013年5月23日に第66回カンヌ国際映画祭のコンペティション部門でプレミア上映され、最高賞であるパルム・ドールを獲得した。パルム・ドールは史上初めて監督のほかに出演女優の2人にも贈られた。

## あらすじ
パスツール高校2年生のアデルは、文系クラスの授業でマリヴォーの『マリアンヌの生涯』の精読から「一目惚れ」とは何かを、ギリシャ悲劇『アンティゴネ』から「幼さとの決別」とは何かを、ポンジュの『物の見方』を学ぶ文学少女だった。
アデルは現代の若者らしく、女友達と恋愛の話をしたり、デモ活動に参加したりする。1年年上のトマと恋愛をするが、街で一瞬すれ違ったブルーの髪の女性の姿が忘れられず、結局トマに別れを告げた。何か充たされない気持ちのアデルは、ある日、親友の一人ベアトリスからキスされる。翌日、彼女とキスを交わすが、恋愛感情はない事を告げられ、アデルは涙を流す。
男友達のヴァランタンは、そんなアデルをLGBTが多く集うバーへ誘う。やがて彼女はブルーの髪の女性：エマと互いの存在に気付き、バーカウンターで会話をする。エマは美術学校の4年生で、二人は互いの好きなものを語り合うが、二人の周囲に人が集まると、エマはアデルの学校名を聞いて立ち去ってしまう。
数日後、エマはアデルの高校の前に現れ、彼女を誘う。奇抜な雰囲気のエマに、アデルの友人たちは驚きを隠せない。公園でエマはアデルのデッサンをする。哲学の会話をした後、恋人のもとへ戻るエマにアデルは連絡先を渡す。翌日、アデルの親友たちはエマを追求し、同性愛への偏見を剥き出しにして言いがかりをつけ、揉みあいになる。それでもアデルとエマは徐々に親密さを増していく。
やがてエマはアデルを実家へ招く。そこでアデルはごく自然に、エマの恋人として扱われ、教師になるという夢を打ち明ける。一方、アデルがエマを実家に招くと、エマはアデルの年上の友人として認識されてしまう。その夜、二人はベッドの中で密かに愛を交わす。
数年後、二人は同棲し、エマは髪色を自然にしてアデルをモデルとした絵画制作をしていた。アデルは幼稚園で教育実習をし、同僚のアントワーヌや子供達と充実した日々を過ごす。エマの絵画の披露のためアデルはホームパーティを開く。そこで売れないアクション俳優のサミールと出会い、違う世界の存在を知る。その一方で、アデルはエマと画家のリーズの親密な様子に、動揺する。また、エマの友人たちがみな裕福な階層の出身で、食い扶持の心配をすることなく創作や研究に打ち込んでいることに居心地の悪さを感じる。その夜、ベッドの中で、エマは高名な画廊のオーナーから評価を得られたことを嬉しそうに語る。さらに、アデルに文筆活動を強く勧める。しかし、アデルにとってはエマと過ごす平穏な日々こそが幸福だった。
その後、エマはリーズとの共同制作のため家を空けることが多くなった。寂しさを紛らわすため、アデルはバーへ出かけ、アントワーヌと激しく官能的に踊り、以後親密な関係になる。
ある夜、アデルがアントワーヌの車で帰宅すると、予想外にエマも帰宅していた。同性愛関係を職場に知られたくないアデルに対し、エマは今の男は誰かと詰問する。やがてアデルはアントワーヌと数回関係を持ったことを告白し、涙ながらに謝罪するが、エマはアデルを罵り家から追い出す。
しばらく後、アデルはレストランでエマと再会する。エマは展覧会を開き、アデルは悩みながらも夏の間、教育実習で刺激的な日々を送っていた。また、エマがリーズとその娘と賑やかに暮らす一方、アデルは今も独りで過ごしていた。アデルはエマを激しく求め、エマもまた人目を憚らず呼応するが、やがて拒む。エマはアデルを許したが、今はもう愛していないと話す。二人は涙を流し、ハグを交わして別離を選ぶ。
季節は移り、アデルは展覧会を訪れ、エマやリーズと再会する。エマの作品の主要なモチーフとして、アデルが描かれていた。そして、不動産業に転職したサミールとも再会するが、やがて、アデルは独り会場を立ち去るのだった。

## キャスト
- アデル - アデル・エグザルホプロス
- エマ - レア・セドゥ
- サミール - サリム・ケシゥシュ（フランス語版）
- リーズ - モナ・ヴァルラヴェン（フランス語版）
- トマ - ジェレミー・ラウールト（フランス語版）
- ベアトリス - アルマ・ホドロフスキー（フランス語版）
- ヴァランタン - サンドール・ファンテック（フランス語版）
- アデルの母 - カトリーヌ・サレ（フランス語版）
- アデルの父 - オーレリアン・ルコワン（フランス語版）

## 評価
第66回カンヌ国際映画祭ではその長く、写実的なセックスシーン（偽の性器を使用）が批評家たちに衝撃を与え、映画館で公開するには編集が必要かもしれないと言われた。映画評論家からは、パルム・ドールのフロントランナーと言われた。
『バラエティ』のジャスティン・チャンは「近年記憶される中でも、最も爆発的な写実的性行為シーン」が含まれると述べた。

### 受賞
第66回カンヌ国際映画祭ではパルム・ドールを獲得した。監督の他に、レア・セドゥとアデル・エグザルホプロスにも特別にパルム・ドールが贈られた。グラフィックノベルや漫画を基とした作品がパルム・ドールを受賞するのは史上初である。他にFIPRESCI賞も獲得した。

## 公開
- 2013年8月20日、アメリカ映画協会は過激な性描写を理由に本作をNC-17に指定した。アメリカ合衆国ではカットなしで公開される[20][21][22]。アメリカ合衆国では10月25日、イギリスでは11月15日公開予定であった[23]。しかしながら2013年9月、監督のケシシュは「公開すべきではない」とインタビューで語った[24][25]。
- 日本では、2014年（平成26年）4月5日にモザイク処理したものがノーカットで劇場公開されたが、映画倫理委員会からR18＋に指定され、興業した映画館が大幅に限られた。

## 各国のレイティング
詳細は「 映画のレイティングシステム 」を参照
- アメリカ：NC-17（17歳以下鑑賞禁止）
- 日本：R18+（18禁）
- イギリス：18
- ドイツ：16
- ロシア：18＋
- イタリア：VM14
- 香港：III（18禁）
- スペイン：16
- 韓国：18
- ブラジル：18
- アイルランド：18
- スウェーデン：15
- スイス：16
- ノルウェー：15
- ニュージーランド：R18
- ポルトガル：M/16（16禁）
- オランダ：16
- フランス：12（+警告）
- ベルギー：KNT/EMA
- ハンガリー：18
- ギリシャ：K-17
- オーストラリア：R18+
- チェコ：15
- デンマーク：15
- フィンランド：K-16
- メキシコ：C（18禁）
- アルゼンチン：16
- チリ：18
- シンガポール：R21
- カナダ
  - アルバータ州、ブリティッシュコロンビア州、マニトバ州、オンタリオ州：R（18禁）
  - ケベック州：16+